# David Barrufet
David Barrufet Bofill (født 4. juni 1970 i Barcelona, Spanien) er en tidligere spansk håndboldspiller, der spillede som målmand for den spanske ligaklub FC Barcelona i hele sin seniorkarriere.

## Landshold
Barrufet var en del af det spanske landshold, der blev verdensmestre i 2005 efter finalesejr over Kroatien.  